# Hilde Wanner
Hilde Wanner, geborene Freynschlag, (* 20. März 1961 in Linz) ist eine österreichische Politikerin (SPÖ) und Beamtin. Wanner war von 1999 bis 2009 Abgeordnete zum Salzburger Landtag.

## Leben
Wanner war von 1991 bis 2000 Mitarbeiterin im Regierungsbüro der Stadt Salzburg, wo sie als politische Sekretärin im Büro von Bürgermeister Heinz Schaden arbeitete. Seit 2000 ist sie im Wirtschaftsservice der Stadt Salzburg tätig. Wanner war von Mai 2000 bis 2007 sieben Jahre lang Landesvorsitzende der SPÖ-Frauen. Sie vertritt die SPÖ seit dem 27. April 1999 im Salzburger Landtag und ist Bereichsprecherin für Frauen im SPÖ-Landtagsklub. Bei der Landtagswahl 2009 kandidierte Wanner nicht mehr, da sie sich beruflich umorientieren wollte. Sie ist stellvertretende Landeschefin der SPÖ-Salzburg. Sie schied per 22. April 2009 aus dem Landtag aus. 
Wanner ist mit dem SPÖ-Politiker Michael Wanner verheiratet und Mutter einer Tochter.

## Auszeichnungen
- Großes Verdienstzeichen des Landes Salzburg (2010)[4]